# Mycerobas
Mycerobas é um género de fringilídeos da família Fringillidae.

## Espécies
- Mycerobas affinis (Blyth, 1855)
- Mycerobas carnipes (Hodgson, 1836)
- Mycerobas icterioides (Vigors, 1830)
- Mycerobas melanozanthos (Hodgson, 1836)